# Железная дорога Рийхимяки — Санкт-Петербург

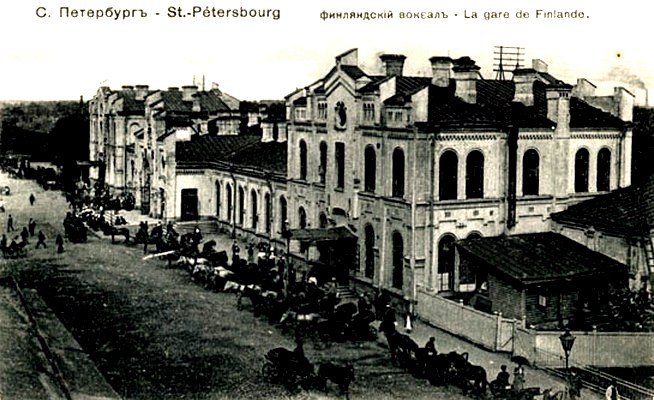
Финляндский вокзал в Санкт-Петербурге. Фотография начала XX века

Железная дорога Рийхимяки — Санкт-Петербург (фин. Riihimäki–Pietari-rata) — линия от Санкт-Петербурга (Финляндский вокзал) через Выборг, Коуволу и Лахти и до финского города Рийхимяки.

## История

### Строительство

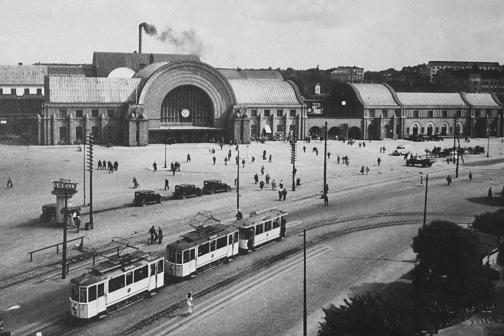
Выборгский вокзал в 1930-х годах

В 1865 году Министерство путей сообщения рассматривало предложение о постройке однопутной железной дороги стандартной колеи по маршруту Лахти — Выборг — Санкт-Петербург длиной 341 км. Максимальный продольный уклон пути предполагался 5 ‰ и, в виде исключения, 6,6 ‰ в одном месте; минимальный радиус кривых — 1820 м. Стоимость постройки определялась в 11,2 млн рублей. Линию предполагалось соединить с действующей железной дорогой Гельсингфорс — Тавастегус веткой от Лахти до станции Рийхимяки на этой железной дороге. Строительство данной ветки уже обсуждалось ранее. В 1867 году был представлен обновлённый проект строительства железной дороги по маршруту Рийхимяки — Лахти — Выборг — Санкт-Петербург длиной 370 км и стоимостью постройки 7,5 млн рублей. 5 (17) ноября 1867 года император разрешил постройку дороги. Финансирование строительства должно было осуществляться за счёт средств Великого Княжества Финляндского и выделяемой государственной субсидии в размере 2,5 млн рублей.
Строительство дороги началось в 1867 году и закончилось в 1870 году. Одной из причин к скорейшей постройке дороги был голод 1866—1868 гг. в Финляндии. Другими причинами являлись предполагаемая коммерческая выгода и переброска войск «в случае войны с первоклассными иностранными державами, обладающими мощным флотом».
Для эксплуатации новой линии паровозы типов 2-2-0 и 0-3-0 были заказаны в Англии.
Первоначально её протяжённость была 370 км, а в настоящее время — 385 км.

### До 1917 года
До обретения Финляндией независимости дорогу обслуживали почти исключительно финны – даже на станциях участка от Финляндского вокзала до Белоострова, находившихся на петербургской стороне границы. Здание Финляндского вокзала также принадлежало Великому княжеству, поэтому и здесь весь обслуживающий персонал (в том числе, инженерные кадры) был преимущественно финляндского происхождения.
На границе Великого княжества Финляндского и Санкт-Петербургской губернии осуществлялся таможенный контроль. Порядок прохождения финской границы вызывал недовольство у части русских пассажиров (значительно преобладавших по сравнению с финнами).

### Новейшая история
Электрификация участка Ленинград — Зеленогорск началась 17 мая 1950 года, в марте 1952 года закончена электрификация участка Зеленогорск — Ушково, в 1954 году до Рощино, в 1968 участок Рощино — Кирилловское. Были возведены высокие платформы на остановочных пунктах 63 км, Горьковское, Каннельярви (по одной) и в Кирилловском (две). 6 ноября 1969 года первый электропоезд отправился из Выборга в Ленинград (подробнее см. Электрификация железных дорог Карельского перешейка).
12 декабря 2010 года свой первый рейс маршрутом Хельсинки — Санкт-Петербург совершил высокоскоростной поезд «Аллегро». Вместо ранее 6 часов 18 минут на дорогу уходит теперь 3,5 часа. Скорость по России не более 200 км/ч, по Финляндии 220 км/ч. С этого дня поезда «Сибелиус» и «Репин» стали историей. Для обеспечения безопасности движения на станциях и остановочных пунктах России (Солнечное, Белоостров, Дибуны, Песочный) построены надземные переходы. Первый переход открыли 5 июня 2011 года в Солнечном.
27 марта 2022 года движение поезда прекращено в связи с санкциями, связанными с вторжением России на территорию Украины.